# Čarobni meč (film)
Čarobni meč, znan tudi pod naslovi Sv. Jurij in zmaj, Sv. Jurij in sedem kletev (originalni naslov filma) in Sedem Lodacovih kletev, je fantazijsko-pustolovski film, namenjen v prvi vrsti otroški publiki. Film se osredotoča na srednjeveško legendo o sv. Juriju in njegovem obračunu z zmajem.
Film so leta 1992 vpletli tudi v epizodo kultne televizijske nanizanke Mystery Science Theater 3000. V epizodi sta lika Joel Robinson in Tom Servo film ocenila z besedami: »Dokaj dober film za Berta I. Gordona.« Robot Crow T. Robot se z njima sicer ni strinjal. Scenaristi nanizanke so svoje povzdigovanje filma nadaljevali tudi v njihovem vodniku po epizodah ter ga med vsemi obravnavanimi filmi v sklopu celotne serije celo uvrstili med tiste filme, za katere priporočajo samostojen ogled.
Film je zaradi pomanjkanja informacij o avtorskih pravicah dandanes v javni lasti.

## Vsebina
Osrednji lik v filmu je sir George (igra ga Gary Lockwood), rejenec ostarele čarodejke Sybil (Estelle Winwood). Sir George se skrivno zaljubi v princeso Helene (Anne Helm), ki jo z dvora ugrabi zlobni čarodej Lodac (Basil Rathbone). Lodac da kralju na voljo sedem dni, da hčerko reši, sicer jo bo dal nahraniti svojemu zmaju. Lodac je prav tako pot od svojega do kraljevega dvora uročil s sedmimi kletvami. Kralj se znajde v obupnem položaju in sprejme ponudbo dvorjana Brantona (Liam Sullivan), ki se prostovoljno javi za človeka, ki bo šel Helene rešit iz krempljev Lodaca. Kralj je sir Brantonu v primeru, da bo hčerko rešil, obljubil njeno roko in pol svojega kraljestva.
V boj za poroko s Helene pa se vmeša sir George. Slednji sprva nima privoljenja svoje krušne matere Sybil, a jo nato v ljubezenski zaslepljenosti pretenta in se odloči oditi rešit Helene. Na pot vzame najhitrejšega konja na svetu, najmočnejši ščit na svetu in najmogočnejši meč na svetu, ki bi mu jih Sybil sicer tako ali tako podarila za 21. rojstni dan. Zaradi časovne stiske (Helene je ostalo le 7 dni) jih vzame kar tisti hip in s pomočjo meča na pomoč prikliče tudi 6 najpogumnejših vitezev na svetu, sir Dennisa iz Francije, sir Ulricha iz Nemčije, sir Pedra iz Španije, sir Anthonyja iz Italije, sir Jamesa iz Škotske in sir Patricka iz Irske. Vitezi so bili dotlej ohromljeni od črne magije, zato so veseli, da jih je George priklical v življenje in se z njim predano odpravijo na pot.
Izkaže se, da Branton ni preveč vesel družbe vitezev. V prvih treh kletvah umreta sir Ulrich in sir Pedro, po tretji pa v vrelo vodo pade še sir Anthony. Anthonyja med utapljanjem opazi George in ga skuši rešiti, a Branton na skrivaj še njega potisne v vodo. Anthony utoni, George pa se s pomočjo meča reši, nezavedajoč se zlobnih namenov sir Brantona. Lodac in Branton zapeljeta sir Dennisa, a ga iz krempljev mamljive mladenke (ki je zares ostarela čarovnica in Lodacova pomočnica) v zadnjem trenutku izpelje George. V eni od preostalih kletev podležeta še sir Dennis in sir James in sir George se v družbo Irca sir Patricka poda na preostanek nevarne poti. Lodac ju zvabi v votlino, v kateri sir Patrick umre, a svojo vero zamenja za življenje sir Georga, ki se tako kot zadnji preživeli vitez odpravi rešit Helene.
Ob prihodu v Lodacov grad spozna, da ima Branton v lasti vsemogočni prstan, ki ga lahko obvaruje pred Lodacovimi kletvami. Branton je načrtoval, da bo prstan zamenjal za Helene, a ga Lodac ukani in mu namesto Helene podtakne navidezno podobo Helene. Brantona popade bes, a je nemočen in Lodac ga začara v lovsko trofejo. Sir George se srečno prebije do sedme kletve, ki je nič drugega kot boj z zmajem. Na pomoč mu v zadnjem hipu priskoči Sybil, ki s pomočjo uroka meču in ščitu povrne vso moč. Meč tako sam pokonča zmaja, Sybil pa na skrivaj izmakne prstan z Lodacove roke. Film se konča s poroko med Helene in Georgom ter oživitvijo šestih vitezev.

## Igralska zasedba
- Basil Rathbone - Lodac
- Estelle Winwood - Sybil
- Gary Lockwood - sir George
- Anne Helm - princesa Helene
- Liam Sullivan - sir Branton
- Merritt Stone - kralj
- Jacques Gallo - sir Dennis Francoski
- David Cross - sir Pedro Španski
- John Mauldin - sir Patrick Irski
- Taldo Kenyon - sir Anthony Italijanski
- Angus Duncan - sir James Škotski
- Leroy Johnson - sir Ulrich Nemški

## Mitološke reference
V filmu se prepletajo mnogi mitološki in folklorni motivi. Vsak od vitezov sir Georga se zdi poimenovan po svetniku, ki ga povezujejo z različnimi državami:
- sir Dennis Francoski, po svetem Denisu, zavetniku Francije
- sir Pedro Španski
- sir Patrick Irski, po svetem Patriku, zavetniku Irske
- sir Anthony Italijanski
- sir James Škotski, James je ime kar nekaj škotskih kraljev
- sir Ulrich Nemški, morebiti v čast svetega Ulrika (Urha) Augsburškega

Knjiga Sedem prvakov krščanstva avtorja Richarda Johnsona sedmerico sicer postavlja malo drugače: sveti George Angleški, sveti Dennis Francoski, sveti James Španski, sveti Patrick Irski, sveti Andrew Škotski, sveti David Velški in sveti Anthony Italijanski. 
Georgova krušna mati Sybil je verjetno vzporednica s svečenico in prerokovalko Sibilo iz grško-rimske mitologije, ter vključuje tudi perzejevski motiv svetega Georga.

## Produkcija
Film so snemali na »odpadu« studijev 20th Century Fox in v prostorih studijev Goldwyn Studios. 